# Parti radical serbe de la république serbe de Bosnie
Pour l’article homonyme, voir Parti radical serbe.
Le Parti radical serbe de la république serbe de Bosnie (en serbe cyrillique : Српска Радикална Странка РС ; en serbe latin : Srpska Radikalna Stranka RS ; en abrégé : SRS RS) est un parti politique de Bosnie-Herzégovine. Il a son siège à Banja Luka, la capitale de la république serbe de Bosnie, et est dirigé par Milanko Mihajlica.

## Présentation
Aux élections législatives du 5 octobre 2002, le Parti radical serbe de la république serbe de Bosnie n'a remporté aucun siège à la Chambre des représentants de Bosnie-Herzégovine mais 4 sièges sur 83 à l'Assemblée nationale de la république serbe de Bosnie. Aux élections de 2006, il a obtenu deux sièges à l'Assemblée nationale de la république serbe de Bosnie et 1 siège à l'assemblée de la ville de Banja Luka.